# كأس لبنان 2014–15
كأس لبنان 2014–15 أو كأس الاتحاد اللبناني 2014–15 هو موسم من كأس الاتحاد اللبناني. كان عدد الأندية المشاركة فيه 16، وفاز فيه نادي طرابلس الرياضي.